# Maximiliano Gómez (politicus)
Maximiliano Gómez Horacio (5 mei 1943 - Brussel, 23 mei 1971) was een Dominicaans politicus.
Maximiliano Gómez was secretaris-generaal van de verboden communistische partij MDP (Dominicaans Volksbeweging). Hij leefde als balling in Brussel, waar hij in 1971 werd vermoord. Hij werd vergiftigd door zijn partner, maar velen zagen hierin de hand van het regime van president Balaguer. In de eerste drie maanden van 1971 werden minstens 180 linkse opposanten vermoord door rechtse groepen in de Dominicaanse Republiek.